# Reaccionar, Incloure, Reciclar
Reaccionar, Incloure, Reciclar (Reagir, Incluir, Reciclar,  RIR ) és un  partit oficial portuguès el líder del qual és Vitorino Silva, més conegut com Tino de Rans.

## Ideologia
El RIR es defineix com un partit sincrètic,  humanista,  pacifista,  ambientalista i  Europeista amb el propòsit d’aproximar votants i representants, a través d’una connexió real i efectiva entre polítics i ciutadans, retornant a la política la seva missió de servei públic en defensa del bé comú i la democràcia.

## Resultats electorals

### Eleccions legislatives
| Any  | Líder            | vots   | %    | Diputats | +/- | Pos. | Estatus           |
| ---- | ---------------- | ------ | ---- | -------- | --- | ---- | ----------------- |
| 2019 | Vitorino Silva   | 35.359 | 0,67 | 0 / 230  | Nou | 12è  | Extraparlamentari |
| 2022 | Vitorino Silva   | 22,553 | 0.4  | 0 / 230  | =   | 10è  | Extraparlamentari |
| 2024 | Márcia Henriques | 26,092 | 0.4  | 0 / 230  | =   | 10è  | Extraparlamentari |
| 2025 | Márcia Henriques | 14,021 | 0.2  | 0 / 230  | =   | 11è  | Extraparlamentari |

### Eleccions presidencials
| Data | Candidat       | Vots    | %    | Pos. | Resultat |
| ---- | -------------- | ------- | ---- | ---- | -------- |
| 2021 | Vitorino Silva | 122.743 | 2,94 | 7è   | Derrota  |